# Toshiro Nomura
Toshiro Nomura (japanska: 野村 敏郎?, Nomura Toshiro), född 1954, är en japansk astronom. Minor Planet Center listar honom som T. Nomura och som upptäckare av 13 asteroider.
Asteroiden 6559 Nomura är uppkallad efter honom.

## Asteroider upptäckta av Toshiro Nomura
| 4106 Nada [A]                                              | 6 mars 1989       |
| 4797 Ako [A]                                               | 30 september 1989 |
| 5401 Minamioda [A]                                         | 6 mars 1989       |
| 5685 Sanenobufukui [A]                                     | 8 december 1990   |
| 5737 Itoh [A]                                              | 30 september 1989 |
| 5872 Sugano [A]                                            | 30 september 1989 |
| 5881 Akashi [B]                                            | 27 september 1992 |
| 6155 Yokosugano [A]                                        | 11 november 1990  |
| 6557 Yokonomura [A]                                        | 11 november 1990  |
| 7178 Ikuookamoto [A]                                       | 11 november 1990  |
| 8892 Kakogawa [B]                                          | 11 september 1994 |
| 9580 Tarumi [A]                                            | 4 oktober 1989    |
| 10318 Sumaura [A]                                          | 15 oktober 1990   |
| Upptäckt tillsammans med: A Kōyō Kawanishi B Matsuo Sugano |                   |